# Hrobka rodu Bellegarde
Hrobka rodu Bellegarde je v obci Velké Heraltice, je umístěná na hřbitově, který přilehá ke kostelu Neposkvrněného početí Panny Marie.

## Popis
Hrobka hraběcího rodu Bellegarde byla zbudována poslední třetině 19. století u ohradní zdi hřbitova. Hrobka má podobu jednostranné kolonády o pětici oblouků na sloupech s dórskou hlavicí. Hrobka je krytá prostou stanovou střechou. V ose stavby je umístěn štít s aliančním erbem Bellegardů. Zadní stěna hrobky je pokrytá štukem, jsou zde vyznačeny půlkruhové zakončené rámy slepých polí. Na středním poli je motiv ukřižovaného Ježíše Krista, ostatní pole jsou prázdná. Na podlaze stavby jsou umístěny náhrobní desky, ve středu podlahy je náhrobek hraběnky Rudolfiny Kinské a středová deska s křížem a kovovým erbem Bellegarde. Na stěně pod štukovými poli jsou umístěny malé měděné desky se jmény a daty dalších příslušníků rodu Bellegarde. Ke kamenné ohradní zdi hřbitova je hrobka přičleněna nízkým litinovým ozdobným plotem s brankou.

## Seznam pochovaných
- Wilhelmine von Bellegarde (1860–1871)
- Henriette von Bellegarde, rozená hraběnka Larisch-Mönnich (1867–1892)
- Marie von Bellegarde (1887–1890)
- Rudolfine von Bellegarde, rozená hraběnka Kinská (1836–1899)
- Franz von Bellegarde (1833–1912)
- August von Bellegarde (1858–1929)

## Galerie

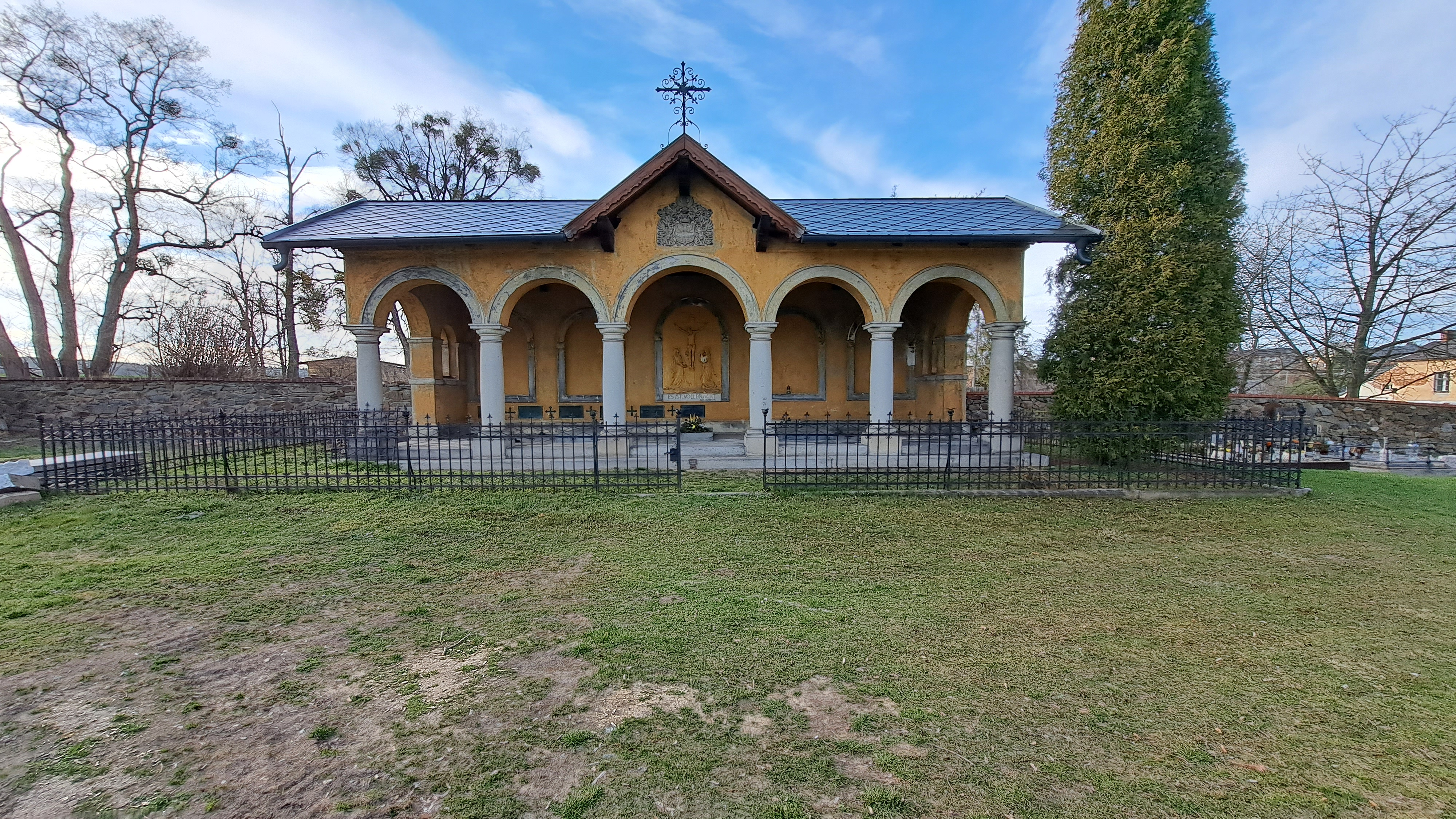
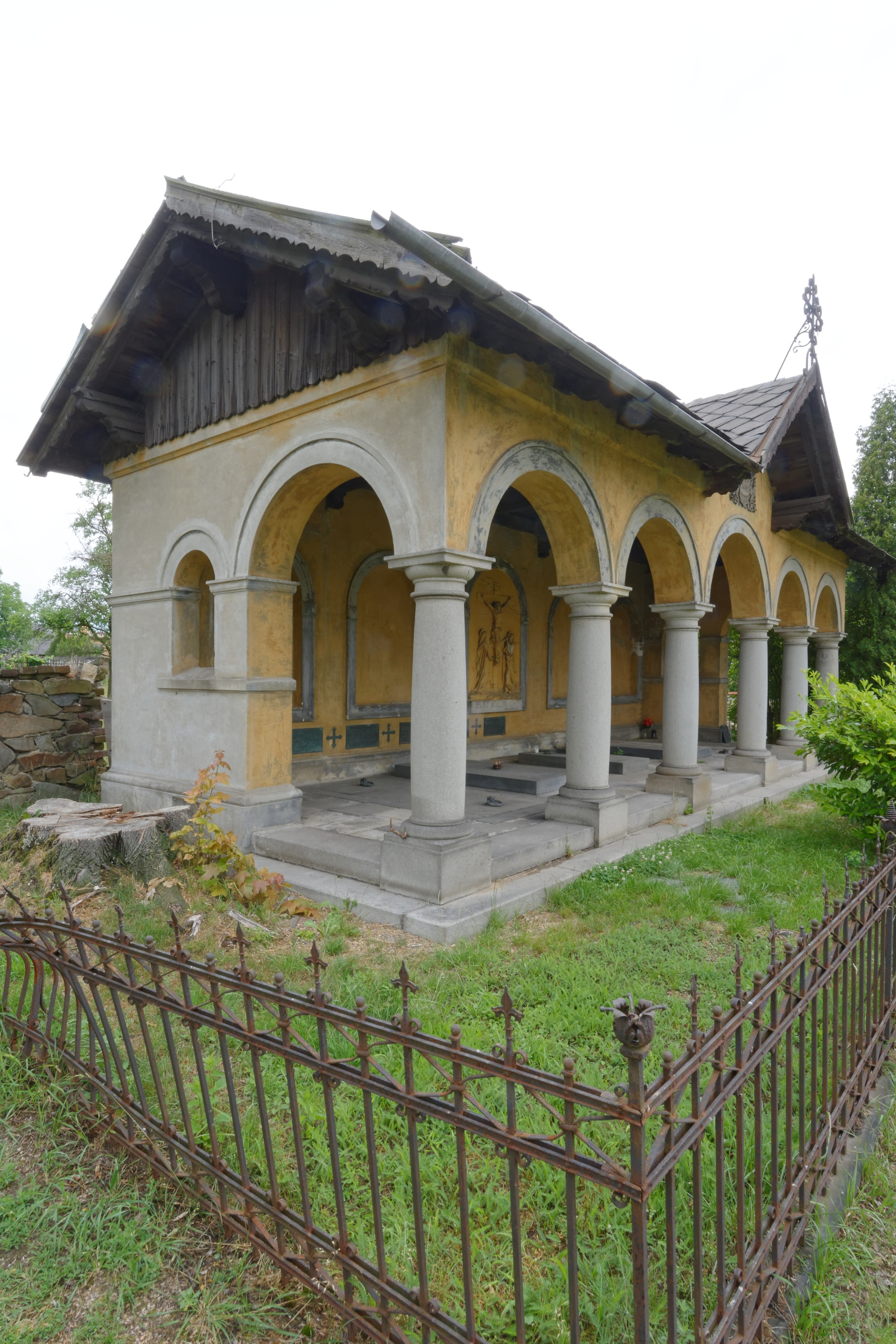
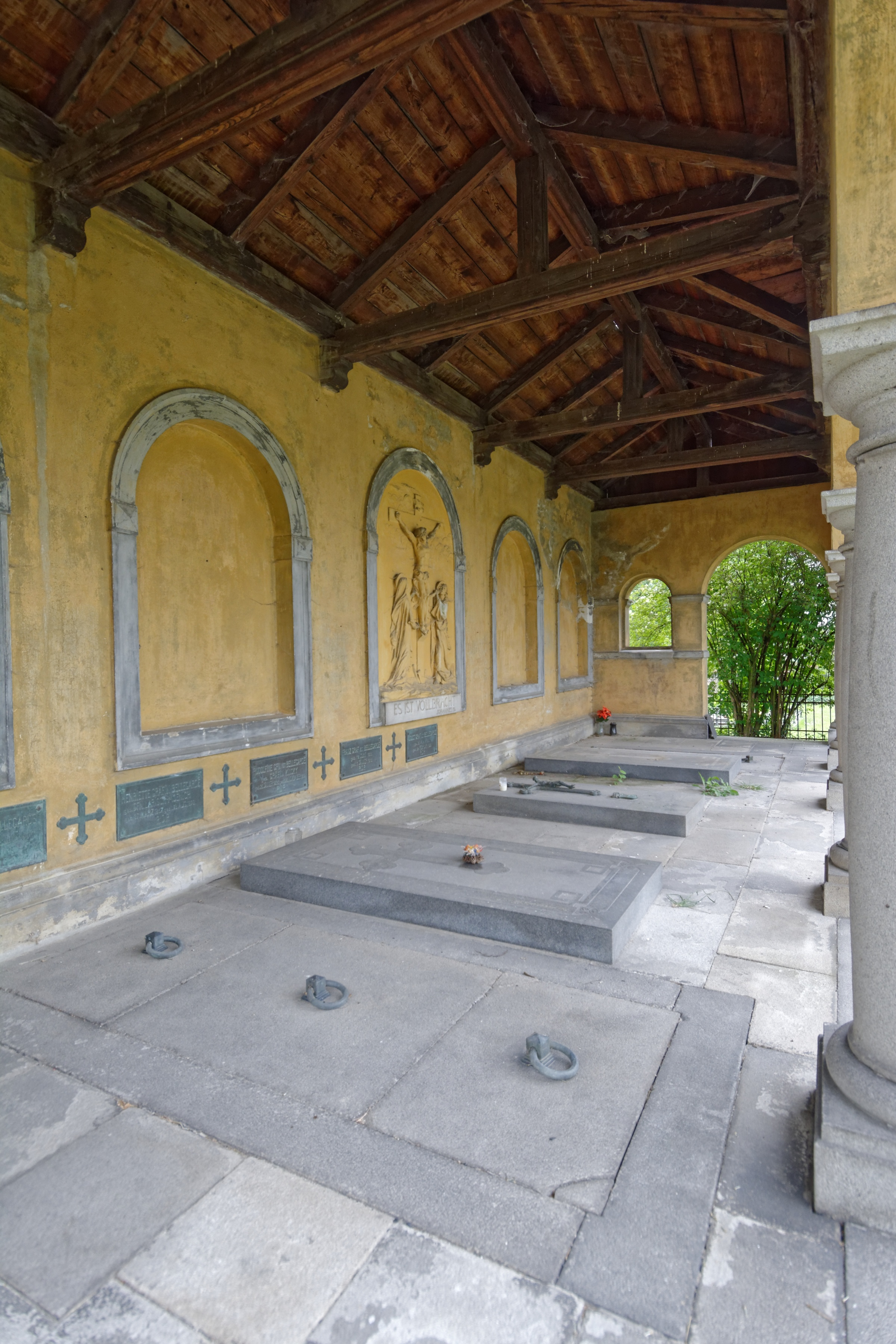
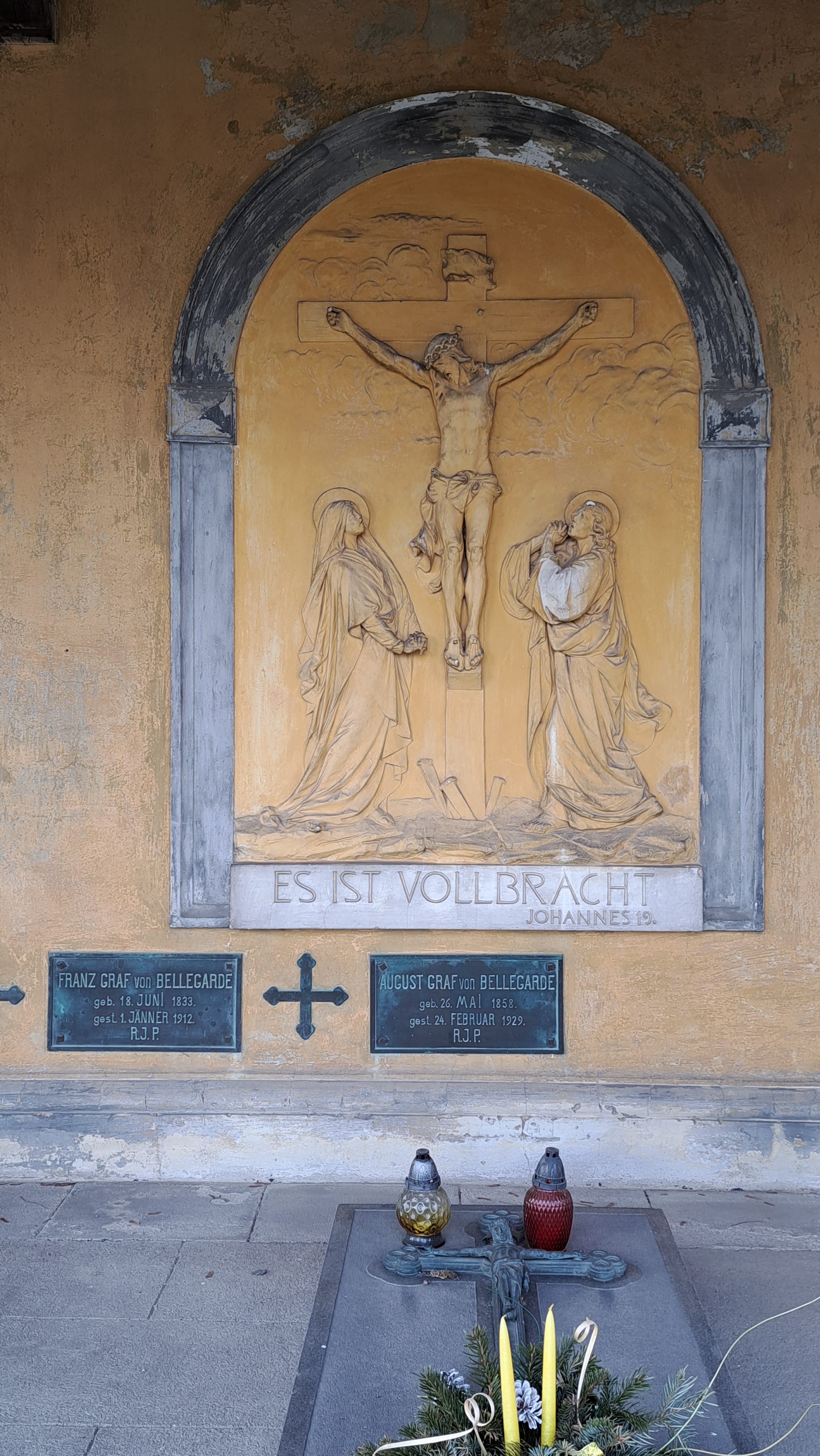
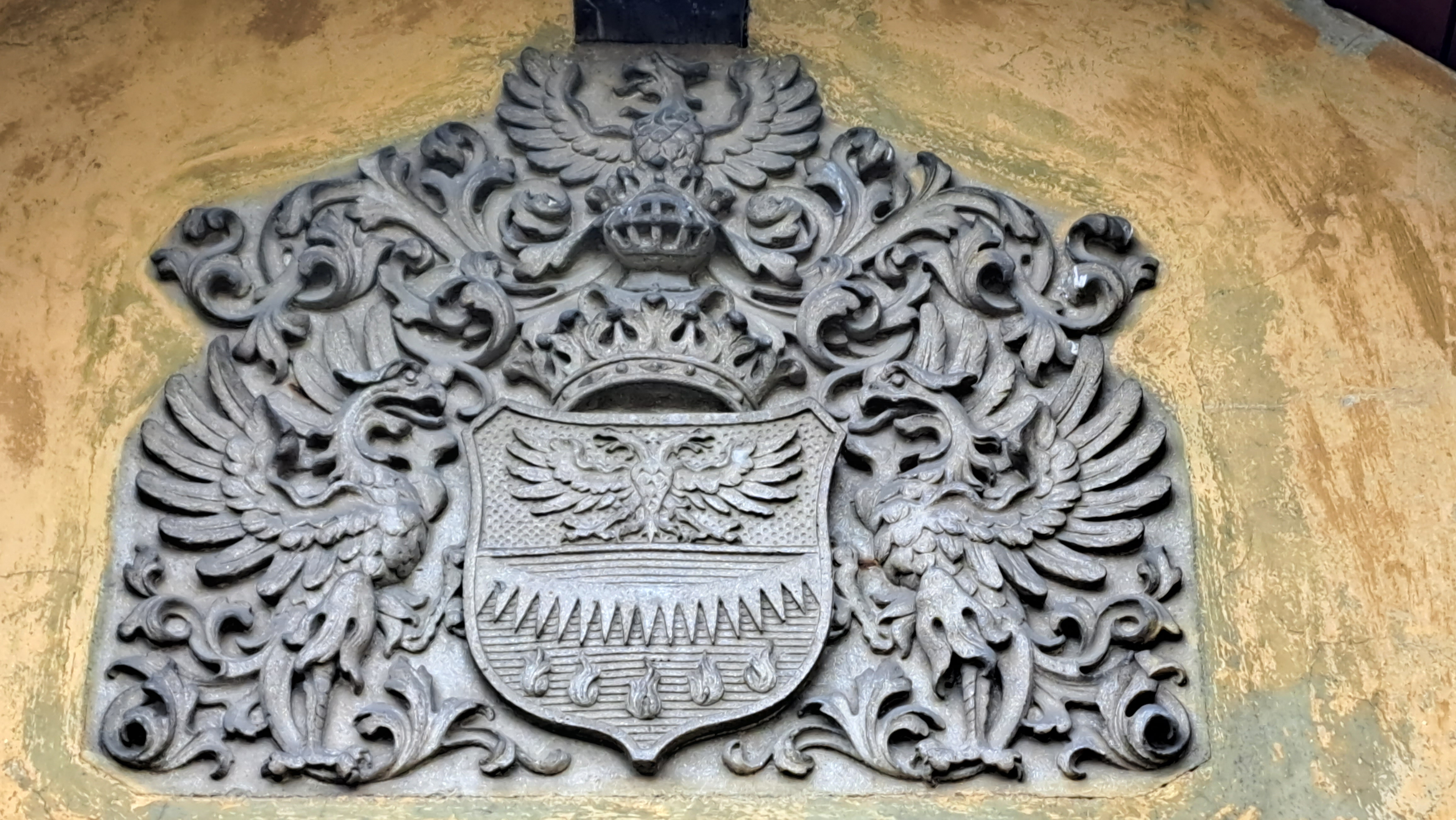
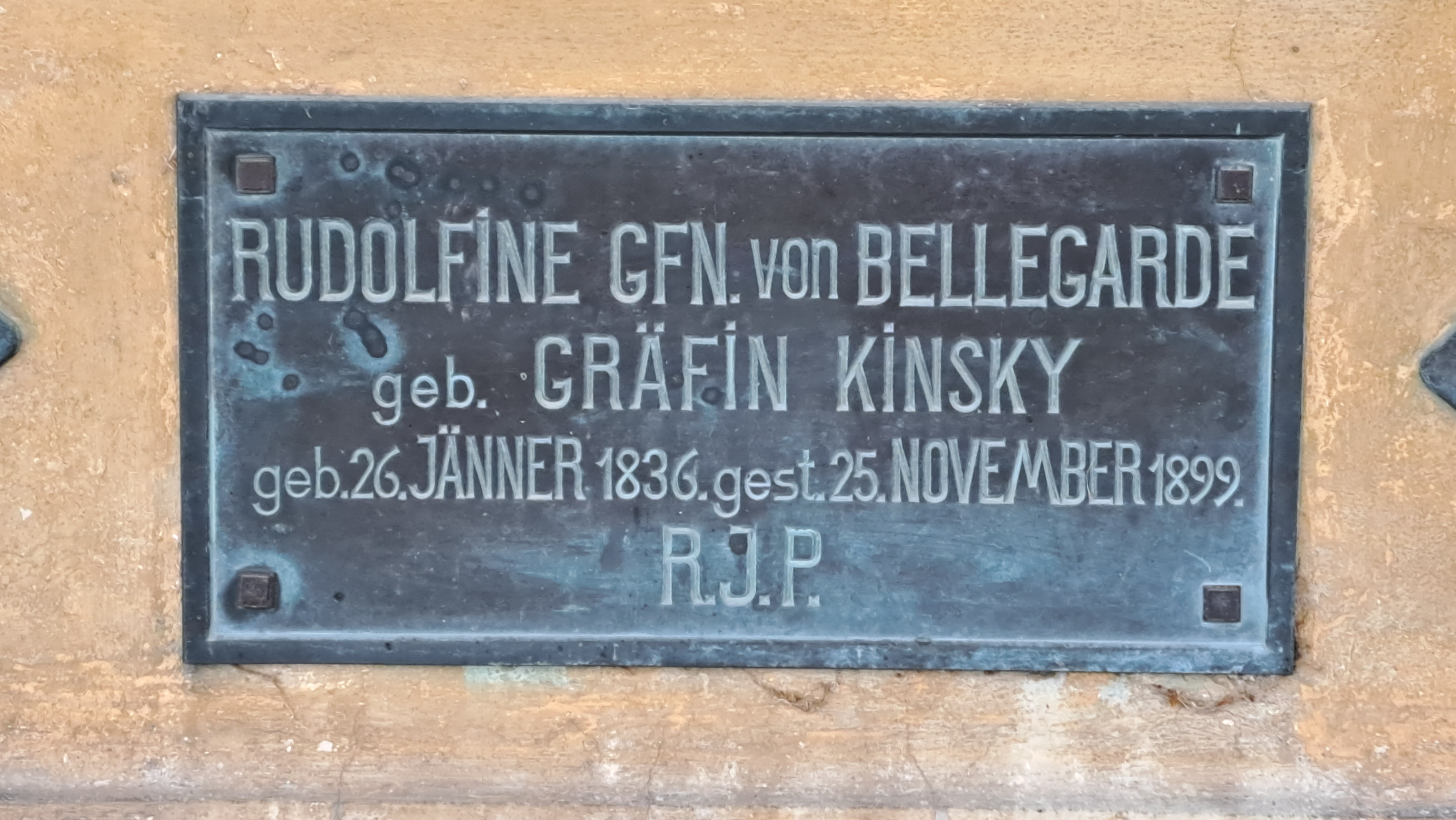
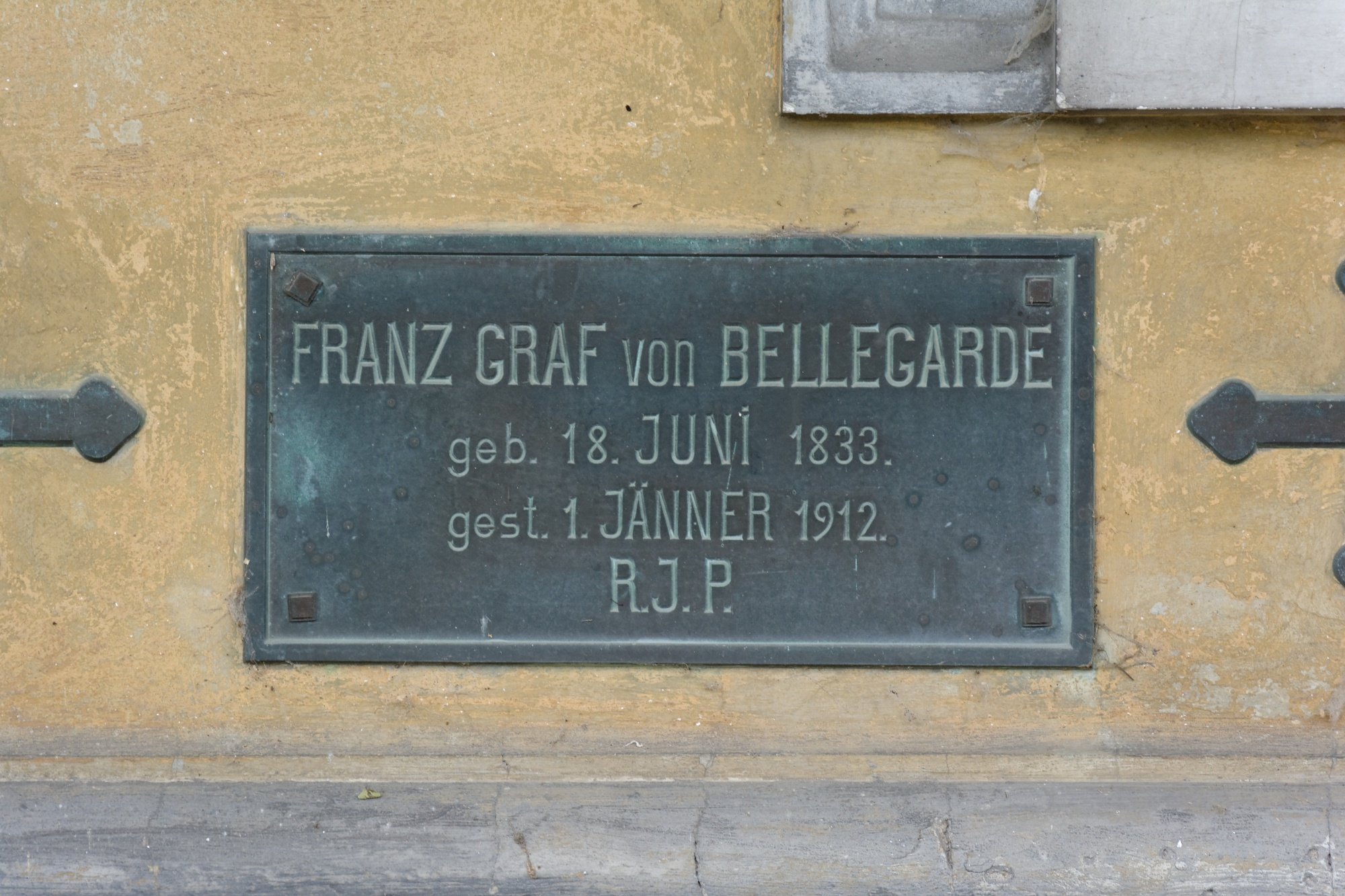